# Devarayanadurga, Tumkur
Devarayanadurga là một làng thuộc tehsil Tumkur, huyện Tumkur, bang Karnataka, Ấn Độ.